# Typinator
Typinatorは、Ergonis社が開発したスニペットツール。Macで動作し有料である。特徴としては正規表現が利用できるため、複雑な条件に対応した定型文を作成することが可能。